# シティー・マネージャー制
シティー・マネージャー制は（シティー・マネージャーせい、the Council-manager government）は、アメリカ合衆国などの国で採用されている地方行政システムのひとつ。
シティー・マネージャー（City Manager）は支配人などと訳され、このようなシステムは議会－支配人型と呼ばれることもある。市支配人制（ししはいにんせい）などとも称される。シティー・マネージャー制でも市長は別に存在するが、この制度での市長は市の代表としては儀礼的用務を務めるのみであることが多い。

## 機構
アメリカ合衆国の地方の機構は、市長制（市長・議会制、Mayor-Council Form）、委員会制（Commission Form）、シティー・マネージャー制（議会マネジャー制、Council-Manager Form）の3類型に分けられることが多い。それぞれ市長－議会型、評議会型、議会－支配人型と呼ぶこともある。
シティー・マネージャー制は市長制、委員会制に次いで20世紀初頭に登場した。市長制とは異なり委員会制やシティマネジャー制は、市政の権限が分割されていない特徴がある。
シティー・マネージャー制にも有権者が直接選挙する議会があるが、5～9人程度の少数であることが多い。市長も置かれているが、多くの場合、市長は議会で議員の中から選ばれており議会を主宰する議長の地位にある（直接公選の首長を置く例もある）。
シティー・マネージャーは専門的行政官として議会から任命される職で、議員とは異なり政治家ではなく行政の専門家である。議会の議決した事項の執行、全行政部局の指揮監督、議会への助言、予算案の作成と執行、議会に対する財政状況報告、人事など大きい権限をもつが、議会の意向に沿わない場合には議会によって罷免される。

## 日本における導入の可能性
大日本帝国憲法時代の町村制における町村長は名誉職で、町村議会によって選任され議会議長を兼任しており、シティー・マネージャーと似ていた。日本国憲法第93条では首長を直接選挙で選ぶこととなっているので、現代の日本におけるシティー・マネージャー制の導入は難しいとされている。例えば、埼玉県志木市は構造改革特区構想として議員のなかからシティーマネジャーを選出する制度の導入を求めたが、憲法に抵触する恐れがあるとして実施は見送られた。ただしシティー・マネージャー制を導入しているアメリカの自治体でも直接選挙で市長を選出している例があるので日本でも導入は可能とする意見もある。